# Нагколіт

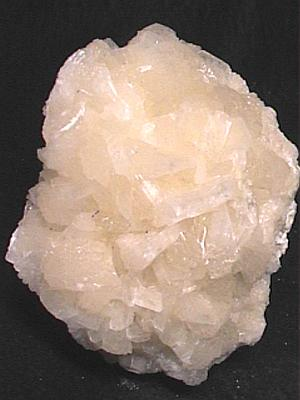
Нагколіт, Каліфорнія, США (9,5 × 8 × 4 см)

Нагколіт (англ. nahcolite; нім. Nahcolit(h) m — мінерал, карбонат натрію.

## Опис
Хімічна формула: Na[H | CO3]. Містить (%): Na2O — 36,90; CO2 — 52,38; H2O — 10,72. Сингонія моноклінна, призматичний вид. Утворює пухкі кристалічні агрегати, пористі маси, а також призматичні кристали. Присутні двійники зростання та проростання, які часто дають сітчасті пластинчасті утворення. Спайність по (101) досконала, по (110) ясна. Густина 2,21. Твердість 3,0. Безбарвний до білого, іноді сірий. Блиск скляний, на площинній спайності смолистий. Риса безбарвна. Прозорий. Розчиняється у воді. У шліфі безбарвний. Утворюється в деяких солоних озерах та мінеральних джерелах, де знаходиться разом з троною і термонатритом. За назвою хім. елементів натрію, водню (лат. hydrogenium), вуглецю (лат. carboneum) і грецьк. «літос» — камінь (F.A.Bannister, 1928).